# Аёвское сельское поселение
Аёвское сельское поселение — сельское поселение в Большеуковском районе Омской области.
Административный центр — село Аёв.
5 ноября 2019 года к Аёвскому сельскому поселению присоединено Листвяжинское сельское поселение.

## География
Расстояние до районного центра: 3 км.

## История
В 1989 году был образован Аёвский сельский совет путём выделения из Большеуковского сельского совета.
В 1990-х годах сельский совет преобразован в сельскую администрацию.
В начале 2000-х годов сельская администрация преобразована в сельский округ.

## Административное деление
| статус  | населённый пункт | год основания |
| ------- | ---------------- | ------------- |
| село    | Аёв              | 1974          |
| деревня | Ве́рхние У́ки      | 1825          |
| деревня | У́ки              | 1626          |
| деревня | Поспе́лово        | 1800-е        |
| деревня | Реше́тино         | 1782          |
| село    | Листвя́ги         | 1909          |
| деревня | Чебачи́ха         | 1908          |

## Население
| 2010  | 2011  | 2012  | 2013  | 2014  | 2015  | 2016  |
| ----- | ----- | ----- | ----- | ----- | ----- | ----- |
| 1113  | ↘1109 | ↗1119 | ↘1094 | ↘1080 | ↘1073 | ↘1059 |
| 2017  | 2018  | 2019  | 2020  | 2021  | 2023  |       |
| ↘1023 | ↘1003 | ↘989  | ↗1062 | ↘850  | ↘818  |       |